# Robert Naumann (Maler)
Robert Wilhelm Naumann (* 12. Mai 1890 in Schandelah bei Braunschweig; † 22. Juli 1979 in Braunschweig) war ein deutscher Maler, Restaurator und Radierer.

## Leben und Werk
Naumann durchlief zunächst eine Ausbildung zum Dekorationsmaler an der Kunstgewerbeschule Braunschweig, der heutigen Hochschule für Bildende Künste Braunschweig, wo seine Lehrer unter anderem Hans Herse und Hans Pahlmann waren. Von 1908 bis 1910 folgten Studien an der Königlichen Kunstgewerbeschule München. Auf Anraten Alfred Lichtwarks wechselte Naumann 1910 an die Kunstschule Weimar, wo seine Lehrer Ludwig von Hofmann, Hans Olde, Theodor Hagen und Fritz Mackensen (Mitbegründer der Künstlerkolonie Worpswede) waren. Naumann wurde dort vor allem im Figuren- und Kopfzeichnen sowie in Öl- und Aquarellmalerei ausgebildet.
Ab 1914 war er Soldat im Ersten Weltkrieg, wurde schwer verwundet und geriet in russische Kriegsgefangenschaft, aus der er erst 1917 entlassen wurde. 1920 ließ er sich als freischaffender Künstler in Braunschweig nieder. Von 1924 bis 1933 war Naumann Mitglied des Reichsverbandes bildender Künstler sowie des Künstlerbundes Niedersachsen, in dessen Vorstand er ab 1927 war. In dieser Zeit schuf er unter anderem verschiedene Porträts bekannter Braunschweiger Persönlichkeiten. Seine Werke zeigen eine selbstständige Weiterentwicklung des Impressionismus Worpsweder Art und des Expressionismus. Naumanns Hauptwerke waren jedoch von der französischen Künstlerkolonie Barbizon beeinflusste Landschaftsdarstellungen.
Während der Zeit des Nationalsozialismus war er von 1935 bis 1945 im Braunschweiger Künstlerbund, dessen stellvertretender Vorsitzender er war. 1938 und 1941 nahm Naumann jeweils an der Großen Deutschen Kunstausstellung in München teil. Das von ihm dort ausgestellte Gemälde Norddeutsche Landschaft erwarb der spätere Staatssekretär im Reichsministerium für Volksaufklärung und Propaganda Hermann Esser für 2400 RM. Von 1940 bis 1945 war Naumann Soldat im Zweiten Weltkrieg. 1941 erhielt Naumann als erster Künstler den gerade erst von den Nationalsozialisten neu gestifteten Kunstpreis der Stadt Braunschweig verliehen.
Von 1954 bis 1965 war er schließlich Geschäftsführer der Landesgruppe Braunschweig des Bundes Bildender Künstler (BBK). Zahlreiche seiner Werke befinden sich heute im Städtischen Museum Braunschweig und in Privatbesitz. Das Bild Winter am Strom (Elbe, 1958) befindet sich im Kunstmuseum Thun.

## Ausstellungen (Auswahl)
- 12. Dezember 1943 bis 22. Januar 1944: Auf der Braunschweiger Kunstausstellung im Herzog Anton Ulrich-Museum (Gaukunstausstellung) waren sechs Gemälde ausgestellt.[7] Neben Naumann waren hier unter anderem Werke von Käthe Bewig und Herman Flesche zu sehen.[8]
- Bei der 3. Wanderausstellung der Deutschen Kunstgesellschaft 1943 waren von ihm die Ölgemälde Winterabend mit Jägern, Italienisches Bergstädtchen im Gewitter, Winter am Niederrhein und ein Bildnis Professor A. A. zu sehen.[9]
- 12. Oktober bis 9. November 1958 und 3. bis 31. Oktober 1965: Robert Naumann. Gemälde, Aquarelle, Zeichnungen Städtisches Museum Braunschweig.